# 三浦はつみ
三浦 はつみ(みうら はつみ、1959年ないし1960年 - ）は、日本のオルガニスト。横浜みなとみらいホールのホールオルガニストを開館以来23年の長きにわたり勤めた。日本聖公会聖アンデレ教会 (横浜)オルガニスト。
埼玉県出身。５歳からピアノを始め、師事していた先生に勧められ高校生でオルガンを弾き始めた。
東京藝術大学音楽学部器楽科オルガン専攻を卒業。1996年にはボストンのニューイングランド音楽院に学んだ。
1998年の開設時から、横浜みなとみらいホールの初代ホールオルガニストとなり、各種コンサートのほか、ワークショップ、インターンシップなどオルガニストの育成プログラムにも取り組んだ。
2007年、横浜文化賞文化・芸術奨励賞。フェリス女学院大学の非常勤講師も務めている
お気に入りはラジウム温泉の銭湯で、趣味は武術太極拳と剣術（新陰流）。無理な姿勢が多いオルガン演奏対策に始めたと語っている。

## ディスコグラフィ
- Toccata !  - Great Organs Of Japan Vol 2, 2004, Loft Recordings